# Людевит-Село
45°36′ пн. ш. 17°11′ сх. д. / 45.60° пн. ш. 17.18° сх. д.
Людевит-Село (хорв. Ljudevit Selo) — населений пункт у Хорватії, у Б'єловарсько-Білогорській жупанії у складі міста Дарувар.

## Населення
Населення за даними перепису 2011 року становило 252 осіб.
Динаміка чисельності населення поселення: